# Rowberrow
Rowberrow – wieś w Anglii, w hrabstwie Somerset, w dystrykcie (unitary authority) Somerset. Leży 21 km na południowy zachód od miasta Bristol i 186 km na zachód od Londynu.